# Peter Likar
Peter Likar, slovenski književnik, novinar in publicist, * 7. junij 1932, Ljubljana, † januar 2023
Likar je avtor številnih književnih, novinarskih in publicističnih del o znanosti in eden od začetnikov tega žanra na ljubljanski RTV, na kateri je deloval od 1965 do 1992. Bil je tudi eden od prvih slovenskih novinarjev, ki je opozarjal na okoljevarstveno problematiko.